# 波旁 (印地安納州)
波旁（英語：Bourbon）是一個位於美國印地安納州馬歇爾縣的城鎮。

## 人口
根據2010年美國人口普查的數據，波旁的面積為2.99平方千米，當中陸地面積為2.98平方千米，而水域面積為0.01平方千米。當地共有人口1,810人，而人口密度為每平方千米605人。